# استون
اَسِتون (انگلیسی: Acetone؛ 2-propanone یا dimethyl ketone) نوعی ترکیب آلی با فرمول CO(CH3)2 است. استون ساده‌ترین و کوچک‌ترین عضو از خانواده کتون‌هاست.استون دارای درصد های متفاوت است استون خودنیز می تواند حلال باشد اما تنها حلال استون الکل می باشد. از آنجا که فرمول شیمیایی استون به صورت CH3COCH3 است و دارای گروه -C=O می‌باشد، می‌توان آن را جزو کتون‌ها محسوب کرد. این ماده فرار، بی‌رنگ و به شدت قابل اشتعال است وهمچنین مصرف بسیار زیادی در صنایع مختلف از جمله داروسازی، پلاستیک سازی، رنگ و رزین، و صنایع الکلی دارد. یکی از ساده‌ترین روش‌های ساخت این ماده تقطیر استات کلسیم است.
فرمول سوختن استون به صورت زیر نوشته می شود : (CH3)2CO+4O2—–> 3CO2+3 H2O

## کشف استون
ماده تجاری استون یا دی متیل کتون، نخستین بار توسط حییم وایزمن کشف شده است. او این ماده را از تقطیر خشک استات کلسیم تولید کرد. پس از آن، این ماده، توسط تقطیر اتانول به دست آمد. استن و الکل های بوتیل و اتیل از تخمیر کربوهیدرات تولید شدند. (در دهه ۱۹۲۰).
در دهه ۱۹۵۰ و ۱۹۶۰، فرآیند دهیدروژناسیون ۲-پروپانول و اکسیداسیون کومن جایگزین مسیر کربوهیدرات شد. این روش، به همراه اکسیداسیون مستقیم پروپن بیش از ۹۵ % از استن تولید شده در سراسر جهان را تشکیل می دهد.
حبیم وایزمن از سال ۱۹۱۶ تا ۱۹۱۹ دارای سمت ریاست آزمایشگاه شیمی بود. در این زمان، طی انجام وظایف خود موفق به کشف این ماده ارزشمند و تجاری شد.

## ویژگی‌های استون
این ماده با فرمول شیمیایی C₃H₆O دارای نقطه جوش پایین و قابلیت تبخیر سریع است، به همین دلیل در صنایعی مانند تولید رنگ، رزین، چسب، لوازم آرایشی و دارویی کاربرد گسترده‌ای دارد. همچنین استون به‌راحتی در آب حل می‌شود و می‌تواند بسیاری از چربی‌ها، روغن‌ها و پلیمرها را در خود حل کند.
از نظر فیزیکی، استون سبک، اشتعال‌پذیر و خطرناک برای تنفس در حجم بالا است. این ماده به دلیل قدرت پاک‌کنندگی بالا در محصولات لاک‌پاک‌کن، چربی‌برها و تمیزکننده‌های صنعتی مورد استفاده قرار می‌گیرد. با این حال، استفاده بیش از حد از آن روی پوست یا در محیط‌های بسته ممکن است باعث خشکی پوست، تحریک چشم و سیستم تنفسی شود، بنابراین استفاده از آن باید با تهویه مناسب و احتیاط انجام شود.

## انواع استون
استون در گام نخست براساس خلوص و کاربرد به دو دسته اصلی آزمایشگاهی و صنعتی طبقه بندی می شود.
استون آزمایشگاهی یا همان مرک با درصد خلوص ۹۹.۵ جهت تمیز کردن ظروف شیشه ای آزمایشگاهی، تهیه محلول شیمیایی و کاربردهای تحقیقاتی حساس استفاده می شود. درست است درصد خلوص بالایی دارد، اما قیمت آن بالا است. استون صنعتی با درصد خلوص کمتر (معمولاً ۹۵-۹۹٪)، به عنوان حلال برای رنگ، رزین و چسب و تولید پلاستیک و الیاف صنعتی کاربرد دارد. این گرید اقتصادیتر و حاوی ناخالصی‌ ناچیز می باشد.